# Principat de Catalunya
|  | Aquest article és sobre el l'estat històric català. Pel territori administratiu actual vegeu Catalunya. Vegeu també Catalunya (desambiguació). |

El Principat de Catalunya, per antonomàsia el Principat o també Catalunya, fou l'estat medieval i modern creat per la unió dels comtats catalans que estaven sota la jurisdicció del rei d'Aragó i comte de Barcelona Alfons I el Trobador o el Cast des del 1173. Els prínceps (sobirans) del Principat de Catalunya tenen la dignitat de comtes de Barcelona. El Principat estigué durant la major part de la seva existència en unió dinàstica amb el Regne d'Aragó i d'altres territoris, conformant la Corona d'Aragó.
Catalunya fou definida inicialment com «la terra que va des de Salses fins a Tortosa i Lleida» («de Salsis usque Dertusam et Ilerdam cum suis finibus») i els seus límits territorials incloien alguns comtats que mantingueren comtes propis fins al 1491, amb la incorporació a la corona del darrer d'ells, el comtat de Pallars Sobirà. Políticament, l'inicial grup heterogeni de comtats agrupats sota la denominació unitària de Catalunya fou cohesionat mitjançant tres documents de caràcter legislatiu, jurídic i cultural: els Usatici Barchinonae (Usatges de Barcelona), el Liber domini regis (Llibre del domini del rei), i la Gesta Comitum Barchinonensium (Gestes dels comtes de Barcelona), documents que configuraren Catalunya com un estat medieval, amb unes fronteres definides, un corpus legislatiu i judicial unificat, i uns referents culturals comuns. Administrativament, Catalunya fou articulada mitjançant una estructura jurisdiccional d'àmbit territorial, les vegueries, al capdavant de les quals hi hauria un representant de l'autoritat reial, el veguer, nomenat personalment pel sobirà i amb plens poders en nom del rei en matèria fiscal i militar.
A Catalunya no se li associà inicialment cap denominació nobiliària, ja fos la de comtat, ducat, principat o regne, sinó tan solament Catalunya. A partir del segle xiv s'associà la dignitat de Principat a Catalunya, i esdevingué a partir d'aleshores la denominació oficial de l'estat. Catalunya fou conjuntament amb el Regne d'Aragó estat constituent i fundacional de la Corona d'Aragó, el sobirà de la qual tenia per corona i títol principal ser rei d'Aragó. Tot i no posseir formalment el títol de regne, el Principat es trobava legal i institucionalment equiparat amb els altres estats que conformaven la Corona d'Aragó, particularment amb els regnes d'Aragó i de València.
El seu sistema institucional va evolucionar al llarg dels segles, establint-se òrgans polítics (com les Corts, la Generalitat o el Consell de Cent) i la legislació (Constitucions, derivades dels Usatges de Barcelona) que limitaren el poder reial i asseguraren el model polític del pactisme. Catalunya va contribuir a estendre el comerç de la Corona d'Aragó i el seu poder militar, significativament la seva marina. La llengua catalana florí i es va difondre àmpliament a mesura que s'afegiren més territoris a la Corona, incloent València, les Illes Balears, Sardenya, Sicília, Nàpols i Atenes, constituint una talassocràcia al llarg de la Mediterrània. La Crisi del segle xiv, la fi del regnat del Casal de Barcelona (1410) i una guerra civil (1462-1472) van afeblir el paper del Principat en la Corona i en els afers internacionals.
El matrimoni de Ferran II d'Aragó i Isabel I de Castella el 1469 va establir les bases de la Monarquia d'Espanya. El 1492 va començar la colonització espanyola de les Amèriques, i el poder polític va començar a desplaçar-se cap a Castella. Les tensions entre les institucions catalanes i la monarquia, juntament amb les revoltes dels camperols, van provocar la Guerra dels Segadors (1640-1659), essent breument proclamada una república independent sota la protecció de França. Pel Tractat dels Pirineus, el Rosselló i l'Alta Cerdanya van ser cedits al Regne de França. Durant la Guerra de Successió Espanyola (1701-1714), la Corona d'Aragó va donar suport a l'arxiduc Carles d'Habsburg. Després de la rendició de Barcelona el 1714, Felip V de Borbó, inspirat pel model de França, va imposar una administració unificada a Espanya, establint l'absolutisme, i va promulgar els Decrets de Nova Planta per a tots els reialmes de la Corona d'Aragó, que van suprimir les institucions principals i els drets polítics catalans, aragonesos, valencians i mallorquins, i es van integrar a la Corona de Castella com a províncies. No obstant, el Principat romangué com a unitat administrativa fins a l'establiment de la divisió provincial espanyola de 1833, que dividí Catalunya en quatre províncies.

## Història
Vegeu història de Catalunya per a una exposició més completa, i cronologia de la història de Catalunya per a una relació de fets històrics rellevants.

### Antecedents: els comtats de la Gòtia

Concepte geogràfic de la "Marca Hispànica" el 814.

La formació de l'Imperi Carolingi (768-814) és l'origen de la Gòtia (dita també Marca Hispànica), que després serà Catalunya, territoris de frontera de caràcter militar destinats a protegir el territori dels musulmans i que es posen en mans de comtes amb independència militar i jurídica. El 785 es lliura sense lluita Girona, el 801 es conquereix Barcelona i hi ha dues expedicions fracassades a Tortosa el 804 i el 810, s'estableix la frontera al Cardener-Llobregat i la serra del Montsec. Els primers comtats seran: Ribagorça, Pallars, Urgell, Barcelona, Girona, Peralada i Rosselló. El 897 és la data d'inici de la unificació territorial de Catalunya en mans d'una mateixa persona, Guifré I el Pelós, ja que reuní els comtats d'Urgell i Cerdanya (870-897) i de Barcelona i Girona (878-879). A partir d'ell, malgrat tornar a separar els comtats entre els seus fills, els territoris seran hereditaris, primer pas vers la independència vassallàtica de l'imperi. Borrell II, comte de Barcelona, Girona, Urgell i Osona (947-992), net de Guifré, patirà la destrucció de Barcelona per part d'Almansor el 985. Demanà l'ajut del vassallatge al rei franc, però no el rebé. En canviar la dinastia franca dels carolingis pels capets, Hug Capet demanà la renovació del vassallatge a canvi de protecció (maig del 987), Borrell II no contestarà mai. Aquest fet ha estat interpretat de moltes formes, però en la pràctica representà la independència de facto de Catalunya respecte als francs. Durant els segles x a xii, el comtat de Barcelona aconsegueix sotmetre per diversos mètodes la resta de comtats i el comte de Barcelona es declara prínceps de la jerarquia nobiliària.

### La forja de Catalunya: estat de la corona d'Aragó

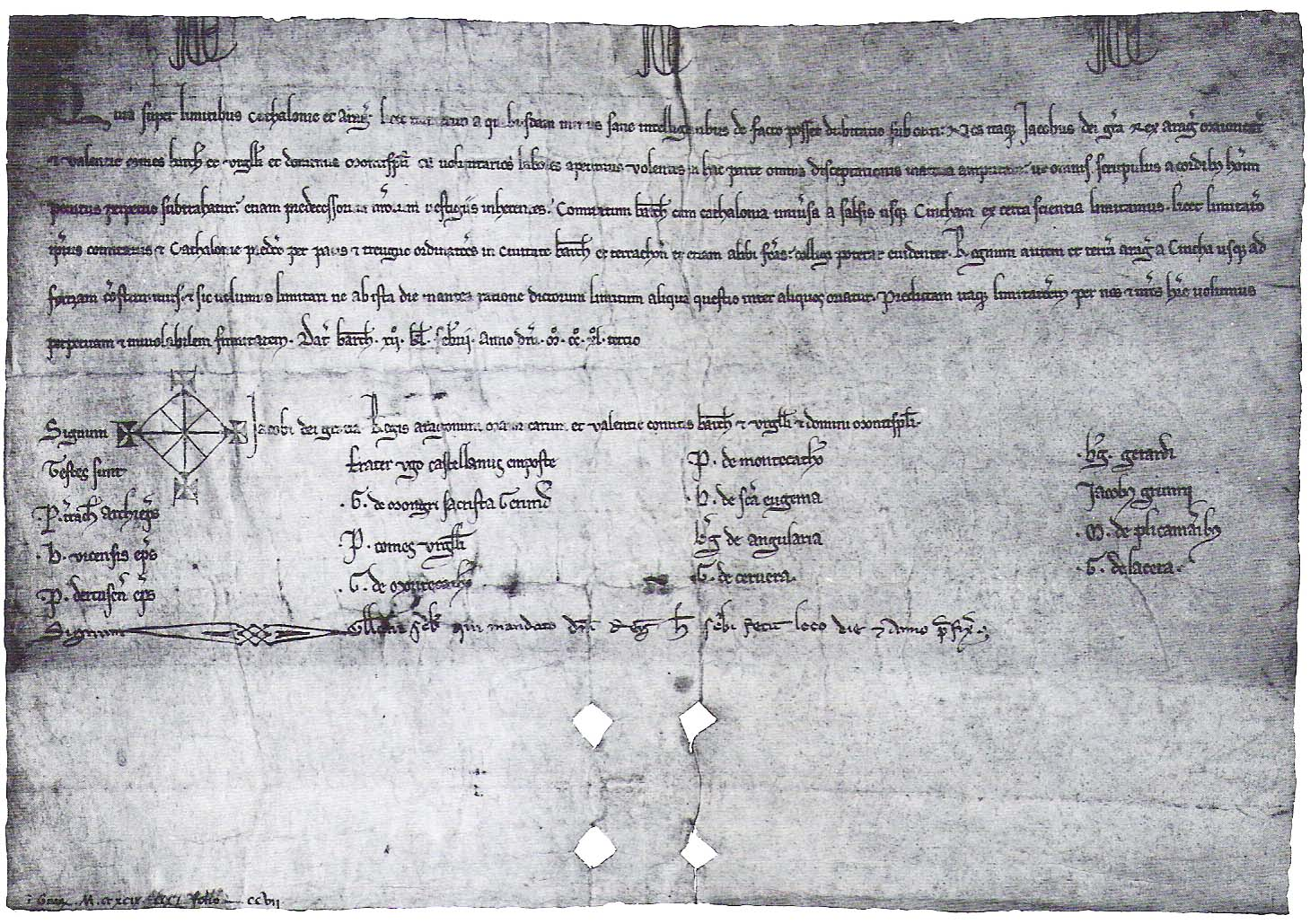
En les assemblees de Pau i Treva de Déu de 1214, 1218 i 1225 s'ampliaren els límits de Catalunya definint-los «des de Salses fins al Cinca». Amb motiu de les resolucions testamentàries de Jaume I d'Aragó, el 1243 i el 1244 el rei ratificà novament els límits entre Catalunya i el regne i terra d'Aragó, quedant aquest «des del Cinca fins a Ariza»: «Quia super limitibus Cathalonie et Aragonum (…) predecessorum nostrorum vestigiis inherentes comitatum Barchinone cum Cathalonia universa a Salsis usque Cincham ex certa scientia limitamus (…) Regnum autem terram Aragonum a Cincha usque ad Ferizam consituimus»
(ACA, Canc. Perg. Jaume I, n. 935 d.)

Amb la unió dinàstica pel matrimoni entre el comte de Barcelona Ramon Berenguer IV i la reina Peronella d'Aragó es va concebre la corona d'Aragó. Amb el seu fill Alfons el Cast, successor comú d'ambdós conjunts territorials, nasqué la corona d'Aragó. El conjunt territorial que aquest va rebre, però, presentava notables diferències; d'una banda el Regne d'Aragó havia nascut com una part integrant del Regne de Pamplona, sent governat així mateix per una branca de la dinastia navarresa que primerament va buscar fugir del vassallatge pamplonès declarant-se vassalls del papa i que finalment va acabar governant tant a Aragó, Ribagorça i Sobrarbe, com al Regne de Pamplona. La separació definitiva entre el Regne d'Aragó i el Regne de Pamplona no va succeir fins al 1134 arran del procés successori ocasionat per la mort del rei Alfons I d'Aragó i Pamplona. Per la seva part, el comte de Barcelona exercia la seva potestas (poder) sobre un conjunt de comtats que des dels temps de Borrell II havien buscat fugir del vassallatge francès, i que de la mateixa manera que en el cas aragonès s'havien declarat vassalls del papa amb aquest objectiu. L'inici del regnat d'Alfons el Cast suposa el naixement de la corona d'Aragó l'any 1162, moment a partir del qual ambdós conjunts territorials començaren a ser governats per un sobirà comú.
Amb l'inici del regnat d'Alfons el Cast, i que suposa el naixement de la corona d'Aragó l'any 1164, ambdós conjunts territorials començaren a ser governats per un sobirà comú. El rei Alfons II d'Aragó «el Cast» es trobà amb dos conjunts territorials diferents entre si, tant en la seva estructuració política, com econòmica i social, com per la seva tradició legislativa i la seva herència cultural i lingüística. Així mateix, aquests dos conjunts territorials no eren un corpus unitari, sinó que formaven un conglomerat heterogeni i divers. La prioritat del rei Alfons fou la de cohesionar internament els dos blocs, així com la d'articular els dos components sota la seva corona en la unitat de la monarquia. De fet, només el rei i els seus consells reials eren comuns a Aragó i Catalunya, que per la resta mantingueren la seva pròpia estructura de poder. Aquest canvi es veié reflectit en la intitulació del rei, que abandonà els tradicionals títols de rei dels aragonesos («rex Aragonensium») i comte barceloní («comes Barchinonensis») per passar a intitular-se rei d'Aragó («regis Arogone») i comte de Barcelona («comitis Barchinone»).
Per altra banda, el 1172 el comtat de Rosselló, i el 1192 el comtat de Pallars Jussà, van recaure sota la sobirania d'Alfons el Cast, que ja exercia el seu principatum sobre els comtats heretats del seu pare: el comtat de Barcelona, el comtat de Girona, el comtat d'Osona, el comtat de Manresa, el comtat de Besalú, el comtat de Cerdanya, el comtat de Berga i el comtat de Conflent. Així mateix, hi havia la marca de Tortosa i la marca de Lleida, conquerides en vida del seu pare. Aquest conjunt heterogeni fou cohesionat internament sota la denominació conjunta i legal, per primera vegada, de Catalunya, definint-se els seus límits territorials com «la terra que va des de Salses fins a Tortosa i Lleida» («de Salsis usque Dertusam et Ilerdam cim suis finibus»). A aquest bloc no se li associà cap denominació nobiliària, ja fos la de comtat, ducat, principat o regne, sinó tan solament Catalunya, mantenint el rei el reputat i prestigiós títol que el seu pare sempre havia exhibit en primer lloc jeràrquic i com a més important, el de ser comte de Barcelona. Aquest heterogeni grup de comtats emparat sota la denominació unitària de Catalunya fou cohesionat i articulat internament entre el 1170 i 1195 mitjançant tres documents de caràcter legislatiu, jurídic i cultural, que han estat definits com els tres monuments de la identitat política catalana: els Usatici Barchinonae (Usatges de Barcelona), el Liber domini regis (Llibre del domini del rei), i la Gesta Comitum Barchinonensium (Gestes dels comtes de Barcelona), documents que constitueixen, més enllà de la denominació geogràfica, el naixement de Catalunya com un estat medieval, amb unes fronteres definides, un corpus legislatiu i judicial unificat i uns referents culturals comuns.
Aquesta articulació política de Catalunya com a estat medieval es veu representada per l'aparició del terme Cathalonia, terme que mai no havia emprat Ramon Berenguer IV, per a referir-se a un espai polític, social i ètnic definit. Aquesta aparició del terme es veu refermada pel principi d'oposició, davant la necessitat de definir els orígens ètnics diferenciats dels barons que constitueixen la cúria reial, de manera que es parla de «cum consilio et voluntate baronum curie mee, scilicet, Catalanorum et Aragonensium», així com per la necessària definició jurídica, que substitueix a l'anterior referència barcelonina, per la nova de «ad forum et consuetudinem Catalonie».
Així mateix tres dates representen simbòlicament aquest naixement polític: d'una banda el 1173, data en què es feu la primera recopilació dels Usatici Barchinonae amb la voluntat de convertir-los en la llei de Catalunya «Consuetudinem Cathalonie». També en aquell any el rei Alfons II d'Aragó «el Cast» convocà a Fondarella una assemblea de Pau i Treva de Déu. Per bé que la Pau i Treva de Déu fou inicialment un instrument jurídic de l'Església catòlica per tal de defensar els més febles de la violència feudal, el poder comtal barceloní les instrumentalitzà progressivament per tal de convertir-les en una eina d'afermament del seu poder sobre els barons. L'assemblea de Fondarella marca la culminació d'aquest procés polític d'afermament de la superioritat del poder comtal, en aquest cas ja reial, i on hi foren convocats els magnats catalans més poderosos d'aleshores, entre d'altres, Ramon I de Montcada, Ramon Folc III de Cardona, Hug IV de Mataplana, Ponç III de Cabrera. El rei Alfons II d'Aragó aconseguí el reconeixement de la seva potestas (poder) reial amb la concessió per part dels barons d'accedir a la convocatòria dels caps de llinatge quan el rei ho considerés convenient, a fi de combatre els malfactors en «totius terre mee». Així mateix, el rei defineix la unitat de l'espai territorial català sota la seva sobirania com «la terra que va des de Salses fins a Tortosa i Lleida» («de Salsis usque Dertusam et Ilerdam cim suis finibus»), i per bé que en aquest cas concret de 1173 no s'explicita la paraula Catalunya, el terme sí que quedarà palesament definit en ratificacions posteriors.
A fi de fer efectiu el poder reial sobre aquest espai polític definit anomenat Catalunya, el rei articulà una estructura jurisdiccional territorial, les vegueries, al capdavant de les quals hi hauria un representant de l'autoritat reial, el veguer, nomenat pel monarca entre persones sense vincles familiars amb els barons. Així mateix, el veguer seria el responsable de mantenir la pau a la terra i els habitants, comptant amb la capacitat de convocar assemblees veïnals per tal de perseguir els malfactors, i amb plens poders en nom del rei en matèria fiscal i militar. Però el naixement polític de Catalunya com un estat medieval unificat i homogeneïtzat per sobre la fragmentació baronial no fou pacífica. El rebuig dels barons als acords anomenats constitucions de Pau i Treva fou frontal i violent. El 1176 fou assassinat un dels que havien acatat els acords, el vescomte Ramon Folc III de Cardona; tot seguit es donà tal caos als seus dominis que l'abat de Cardona no va poder assistir a un sínode a Urgell; i també morí violentament el 1194 l'arquebisbe de Tarragona, Berenguer de Vilademuls, un altre dels que havien acatat la superioritat reial.
La segona data emblemàtica que simbolitza el naixement polític de Catalunya com a estat medieval és el 1180, any a partir del qual la cancelleria barcelonina deixà de datar els seus documents per l'any de regnat dels monarques francs, pràctica que tenia el seu origen en la conquesta franca de la Gòtia el 805. La tercera data simbòlica és el 1194, any en què es confeccionà el Liber domini regis, compilació classificada per llinatges i castells dels convenis establerts entre els barons i els comtes de Barcelona en el passat, i que serví d'instrument jurídic al rei per tal d'abordar l'obtenció i recuperació dels seus drets jurisdiccionals perduts arran de la revolució feudal que havia esclatat en temps de Ramon Berenguer I. Els barons que, al·legant el caràcter totalment aloidal dels seus castells, es negaven a obeir el rei, hagueren de confrontar-se amb la constatació de la documentació escrita que detallava els pactes feudovassallàtics.

### El Principat de Catalunya en la monarquia catòlica
xv i xvi: unió dinàstica amb Castella (inicialment el 1492, definitivament el 1714.
Segle XVII: Guerra dels Segadors. Tractat dels Pirineus (1659) i divisió de Catalunya entre França i Espanya.

#### Seglexviii

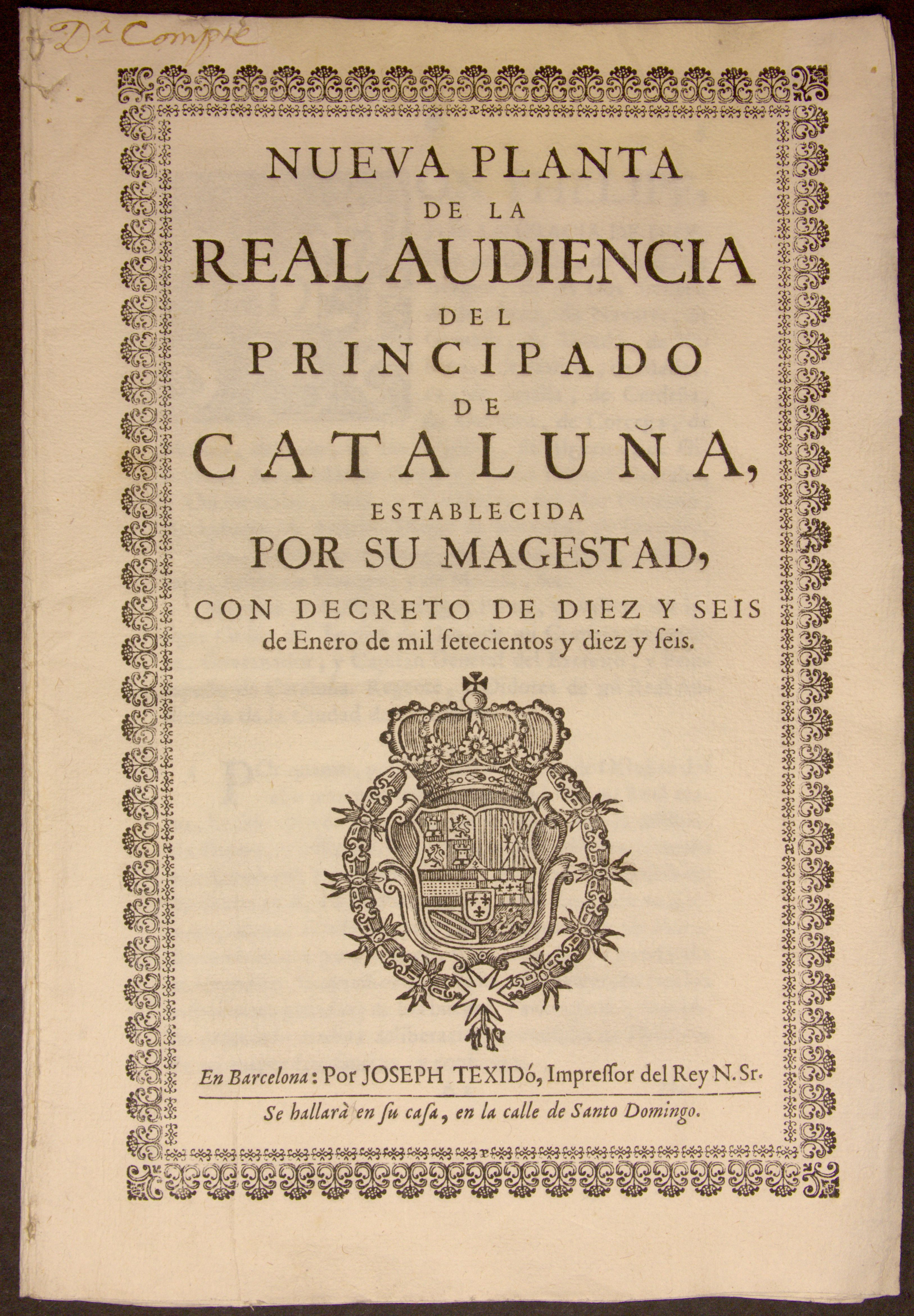
Decret de Nova Planta (1716)

En les últimes dècades del segle xvii, durant el regnat de l'últim rei Habsburg, Carles II, malgrat el conflicte intermitent entre Espanya i França, la població catalana va augmentar fins a aproximadament 500.000 habitants i es va recuperar l'economia. Aquest creixement econòmic va ser impulsat en gran manera per l'exportació de vi a Anglaterra i la República Holandesa, donat que aquests països estaven involucrats en la Guerra dels Nou Anys contra França, per la qual cosa no pogueren comerciar amb el vi francès. Aquest nou comerç va provocar que molts catalans veiessin a Anglaterra i, sobretot, als Països Baixos com a models polítics i econòmics pel Principat de Catalunya.
Al final de la Guerra de Successió Espanyola, en què els catalans, juntament amb els altres estats de la Corona d'Aragó, van donar suport a l'Arxiduc Carles d'Àustria com a Carles III d'Espanya, el vencedor Borbó el Duc d'Anjou, ara Felip V, va ocupar la capital de Catalunya després d'un llarg setge l'11 de setembre de 1714 i el 1716 va signar els Decrets de Nova Planta, que va abolir la Corona d'Aragó i totes les institucions i lleis catalanes (excepte el dret civil) i va establir l'ús de la llengua castellana a la nova Reial Audiència de Catalunya en detriment de la catalana.

## Denominació de Principat

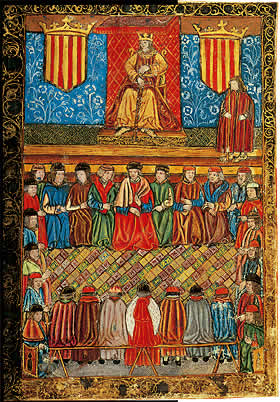
Corts Catalanes segons una miniatura d'un incunable del

El Principat de Catalunya és un terme jurídic (en llatí principatus) que aparegué al segle xiv per indicar el territori sota jurisdicció de les Corts Catalanes, el sobirà del qual (en llatí, princeps) era el rei del casal d'Aragó, sense ser formalment un regne sinó una agrupació de comtats amb unes lleis uniformades per les Corts. Prèviament ja s'utilitzava princeps per a denominar el sobirà amb una autoritat superior a la nominal de comte, i principatus per a indicar el seu domini format per diversos comtats: Borrell II, per consensum principis Borrellum; Ramon Borrell, inclutus princeps Raimundus; Berenguer Ramon I, principis nostri Berengarii; Ramon Berenguer I, principis Barchinonensis; Ramon Berenguer IV, «lo Comte e princep de Catalunya».
En l'usatge 65 de les Corts del 1064 s'anomena Ramon Berenguer I i Almodis de la Marca com a principes del principatus, que consistia en els comtats de Barcelona, Girona i Osona (quedaven al marge els altres comtats, encara que n'eren feudataris). En l'usatge 61 es determina l'extensió marítima del Principat des del cap de Creus fins a Salou, incorporant per tant el comtat d'Empúries. En la constitució XVIII de les Corts del 1188 es defineix el Principat «des de Salses fins a Lleida i Tortosa i els seus rius». El 1244 una pragmàtica de Jaume el Conqueridor estableix el límit amb Aragó definint Cathalonia universa des de Salses fins al Cinca.
La primera referència explícita a la denominació de Principat de Catalunya es troba en la convocatòria a les Corts de Perpinyà, del 1350, feta pel rei Pere el Cerimoniós. A les següents corts generals de la Corona, celebrades a Montsó el 1362, se saluda al rei com «illustrissimus princeps et dominus dominus Petrus dei gratia rex Aragonum […] Et inter alios illi de principatu Cathalonie sub hac forma.». En el conflicte entre Pere el Cerimoniós i Jaume III de Mallorca sobre els comtats de Cerdanya i Rosselló, el primer li recorda «que los dits comtats et terres són de et dins Cathalunya et del Principat de Cathalunya». Com que aquests comtats tenien algunes particularitats administratives, sovint s'utilitzava la denominació els Comtats en oposició al Principat.
Un nom alternatiu utilitzat a les Corts de Barcelona del 1283 és el d'Universitat de Catalunya, equivalent a la denominació de comú per referir-se al conjunt d'habitants. El terme es va institucionalitzar en el govern local d'Eivissa, de Mallorca i de Perpinyà. Els reis de Mallorca participaven en les corts catalanes com a feudataris, i els seus habitants s'integraven en el braç respectiu del Principat. Les illes Balears eren considerades una prolongació del Principat, igual que els comtats de Cerdanya i Rosselló. Però a partir del segle xiv, els balears van deixar de concórrer a les corts despatxant directament amb el rei per mitjà d'ambaixadors.
Sovint s'ha utilitzat el títol nobiliari de príncep per l'hereu de la corona. En el cas de la corona d'Aragó l'hereu portava el títol de duc de Girona, més tard canviat a príncep de Girona. El Principat de Catalunya no és un títol nobiliari sinó una denominació jurídica equivalent a domini o sobirania.
El nom de Principat es va seguir utilitzant en els Decrets de Nova Planta de l'administració borbònica, amb l'àmbit restringit sense la Catalunya del Nord, i fou plenament vigent fins al segle xix. Els moviments republicans van preferir abandonar el nom de Principat, però, en canvi, els moviments pancatalanistes prefereixen mantenir-lo per referir-se a la Catalunya estricta, diferenciada de la Catalunya Gran. Avui el terme Principat no està recollit en l'Estatut d'Autonomia de Catalunya, però continua vigent com a denominació tradicional.

## Etimologia deCatalunya
El nom de Catalunya es va començar a fer servir a mitjan segle xii per a designar un seguit de comtats de la Gòtia que es van desvincular, gradualment, de la tutela franca fins a esdevenir sobirans. L'origen del mot Catalunya encara és incert i obert a interpretacions. La teoria més acceptada és que es deriva de "terra de castells", i que hagi evolucionat del terme castlà, el governador d'un castell. D'acord amb aquesta teoria, el terme castellà en seria anàleg. Una altra teoria suggereix que Catalunya prové de "Gotholàndia", és a dir 'la terra dels gots'; de fet, els francs sovint anomenaven el territori català (o fins i tot, la península Ibèrica) com a Gòtia. Altres teories suggereixen que prové d'un mític príncep germànic, Otger Cataló, tal com diu una llegenda, o ho relacionen amb la tribu gal·la dels catalauns, o el fan venir dels lacetani, tribu que habitava les terres del Bages i l'Anoia, i que per influència italiana hauria evolucionat a catelans i d'aquí a catalans, tal com proposà Joan Coromines.
La primera referència documental del terme Catalunya apareix en el Liber Maiolichinus de Gestis Pisanorum Illustribus, una epopeia llatina que narra la croada pisano-catalana de l'any 1113-1114 contra Madina Mayurqa cabdellada per l'arquebisbe de Niça Pere II i el comte Ramon Berenguer III de Barcelona. Aquesta obra fou redactada entre 1115 i 1120 i es refereix al comte de Barcelona com «Dux Catalanensis», al seu territori com a «Catalania», i als seus habitants com a «Catalanenses». Malgrat els diversos estudis, es desconeix encara l'etimologia de la paraula «català» i «Catalunya», així com tampoc s'entén per què apareix primer en un document pisà i no en la documentació catalana. Així i tot, es constata que Catalunya tenia una connotació eminentment geogràfica, i que durant els governs de Ramon Berenguer III i Ramon Berenguer IV no responia a cap estructura política, ja que continua sense aparèixer en la mateixa documentació comtal. El comte dels barcelonins («comes Barchinonensis») Ramon Berenguer IV exercia el seu principatum i dominatum sobre diversos comtats, que només a partir de la data del 1114 i basant-se en la realitat històrica documentada, es poden qualificar correctament de catalans: comtat de Barcelona, el comtat de Girona, el comtat d'Osona, el comtat de Manresa, el comtat de Besalú, el comtat de Cerdanya, el comtat de Berga i el comtat de Conflent. Per altra banda, el comtat d'Urgell, el comtat de Pallars Jussà, el comtat de Pallars Sobirà, el comtat de Rosselló i el comtat d'Empúries continuaven governats per dinasties pròpies.

## Dignitat dels sobirans de Catalunya
Els sobirans de Catalunya tenien la dignitat (títol) de comtes de Barcelona. Per bé que les jurisdiccions nobiliàries durant l'edat mitjana rebien la qualificació del seu senyor, de manera que un comte regia un comtat, un duc regia un ducat, i un rei un regne, i malgrat que la fundació i estructuració de Catalunya com un estat medieval fou obra del rei Alfons II d'Aragó «el Cast», la dignitat (títol) que aquest ocupà com a sobirà de Catalunya fou el reputat i prestigiós títol que el seu pare Ramon Berenguer IV de Barcelona sempre havia exhibit en primer lloc jeràrquic i com a més important, el de ser comte de Barcelona. Denominacions com la de «rei de Catalunya-Aragó», «rei catalanoaragonès» o «comte rei», van ser creades a les darreries del segle xix i no responen als usos històrics ni a l'ordenament protocol·lari tradicional del Principat de Catalunya. El rei Alfons II d'Aragó «el Cast» fou el primer que va rebre i unir els títols de rei d'Aragó i comte de Barcelona, intitulant-se el 1166: «Ego Ildefonsus, Dei gratia rex Aragonensium et comes Barchinonensium»; aquestes dignitats foren heretades pels seus successors, a les quals s'anaren afegint la resta de dignitats (títols) de sobirania sobre els territoris conquerits, i s'arribà el 1405 al rei Martí I d'Aragó «l'Humà», que s'intitulava: «En Marti, per la gracia de Deu Rey Darago, de Valencia, de Mallorques, de Sardenya e Corsega, e Comte de Barchinona, de Rossello, e de Cerdanya». La corona i títol principal dels monarques del casal d'Aragó del llinatge dels comtes de Barcelona fou la de ser reis d'Aragó, raó per la qual la dignitat de rei d'Aragó sempre ocupà la posició jeràrquica primera i principal. La dignitat (títol) de comte de Barcelona pel sobirà de Catalunya quedà segellada jurídicament durant el regnat de Pere el Gran; en iniciar aquest el seu regnat, modificà el costum dels seus antecessors i optà per emprar només el títol de rei d'Aragó, renunciant a utilitzar els títols de rei de València i comte de Barcelona; així mateix creà un nou símbol com a distintiu personal, la creu d'Alcoraz. Aquest estil tan sols es modificà després de la conquesta de l'illa de Sicília el 1282, quan el rei passà a utilitzar el títol de rei d'Aragó i Sicília (Aragonum et Sicilie rex). Aquestes decisions crearen polèmica tant al Regne de València com a Catalunya, i en les Corts Catalanes de 1283 s'aprovà la Constitució (llei) catalana núm. XXIX, que obligava al rei i als seus successors a incloure aquest títol en totes les seves cartes i segells, i que en la pràctica obligava al rei d'Aragó a intitular-se comte de Barcelona a Catalunya.
| « | [Constitució] XXIX. Item volumus et concedimus quod deinceps tam in litteris quam cartis et sigillis nostris scribamus nos et successores nostri Comitem Barchinone. | » |

## Símbols del Principat de Catalunya

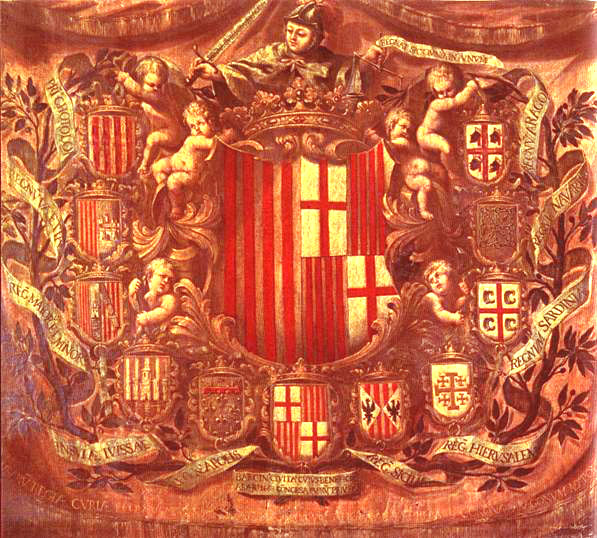
Apoteosi heràldica (Barcelona, 1681). Museu d'Història de la Ciutat de Barcelona, MHCB-447

El símbol principal del Principat de Catalunya era el senyal reial. Si bé, en un principi, aquestes armes heràldiques eren pròpies dels comtes de Barcelona, des de Ramon Berenguer IV, més tard també reis d'Aragó, sent el seu símbol principal tant com a sobirà del Principat, de la corona d'Aragó, així com, de la seva família, amb el temps s'anaren territorialitzant. Aquest fet es produeix ja a finals del segle xiv i inicis del XV, com es pot veure per les declaracions de la reina Maria de Luna, a les corts catalanes de 1396, on disposà que les galeres solament portessin: "Armes del comtat de Barcelona, ço és, barres grogues e vermelles". O a les del seu marit, el rei Martí l'Humà, en el seu parlament a les Corts Generals de Catalunya, realitzades a Perpinyà el 1406, recordant les paraules que Jaume el Just, digué al seu fill Alfons, en partir aquest vers Sardenya, el 1323: "Fill, jo us dó la bandera nostra antiga del Principat de Catalunya".
Al llarg de l'edat moderna, el senyal reial continuà sent el símbol principal del Principat, per la declaració que feren els diputats catalans a 
l'emperadriu Isabel el 1528: «Car jatsia lo nom e Rey sia de Aragó, les armes emperò que aquell fa són del Principat de Catalunya», apareix en algunes obres pictòriques com l'escut del Principat de Catalunya, de 1637, que decora el Saló dels regnes al palau del Buen Retiro a Madrid, o a l'Apoteosi heràldica de Barcelona, de 1681, on apareix escrit en llatí amb l'escut de les quatre barres el Principat de Ghotolonia.

## Règim administratiu

Vegueries del Principat de Catalunya l'any 1304. Els territoris en groc i marró no depenien de cap veguer

Catalunya fou organitzada en vegueries. La vegueria era una organització territorial de Catalunya encapçalada per un veguer (llatí: vigerius). Els orígens de la vegueria es remunten a l'època carolíngia, quan els vicaris (en llatí vicarii, en singular vicari) es van instal·lar sota l'estructura comtal de la Marca Hispànica. L'ofici d'un vicari era la vicariata (en llatí vicariatus) i el seu territori era una vicaria. Tots aquests termes llatins de l'administració carolíngia van evolucionar amb la llengua catalana.
El veguer era nomenat pel rei i n'era responsable davant d'ell. Era el comandant militar de la seva vegueria (i, per tant, guardià dels castells reials), el cap de justícia del mateix districte, i l'encarregat de les finances públiques (fisc) de la regió que se li encomanava. A mesura que avançava el temps, les funcions del veguer es van fer cada vegada més judicials. Dirigia la cort (jutjat) del veguer o de la vegueria amb el seu propi segell. La cort tenia autoritat en tota matèria excepte els relacionats amb l'aristocràcia feudal. Normalment escoltava els casos de la corona, els civils i penals. Tanmateix, el veguer va conservar també certes funcions militars: va ser el comandant de la milícia i el superintendent de castells reials. El seu treball era la llei i l'ordre i el manteniment de la pau del rei: en molts aspectes, una oficina anàloga a la del sheriff a Anglaterra.
Algunes de les vegueries més grans incloïen una o més sotsvegueries, que posseïen un considerable grau d'autonomia. A finals del segle xii a Catalunya hi havia dotze vegueries. Al final del regnat de Pere el Gran (1285) n'hi havien disset, i a l'època de Jaume el Just n'hi havien vint-i-una. Després de l'annexió francesa de les vegueries de Perpinyà i Vilafranca de Conflent el 1659, Catalunya es trobava dividida en 15 vegueries, 9 sotsvegueries i el districte de la Val d'Aran. Aquestes divisions administratives van romandre fins a 1716, quan van ser substituïdes pels corregiments castellans.